# Thosea rufimacula
Thosea rufimacula is een vlinder uit de familie slakrupsvlinders (Limacodidae). De wetenschappelijke naam van deze soort is voor het eerst geldig gepubliceerd in 1921 door Joicey & Talbot.
De soort komt voor in tropisch Afrika.